# Ljubov' Il'inična Bezborodko
Ljubov' Il'inična Bezborodko (in russo: Любовь Ильинична Безбородко; nome da sposata: Ljubov' Il'inična Kušeleva, in russo: Любовь Ильинична Кушелева; 1783 – 26 luglio 1809) è stata una nobildonna russa.

## Biografia
Era la figlia del conte Il'ja Andreevič Bezborodko, e di sua moglie, Anna Ivanovna Širjai. Ricevuto una educazione a casa sotto la guida della madre.
Il giorno dell'incoronazione dell'imperatore Paolo I, nel mese di aprile 1797, divenne una damigella d'onore dell'imperatrice Maria Feodorovna.
Nel 1799, insieme alla sorella minore Cleopatra, divenne erede della grande fortuna del loro zio, il principe Aleksandr Andreevič Bezborodko.

## Matrimonio
Sposò, il 24 ottobre 1799, il conte Grigorij Grigor'evič Kušelëv (1754-1833), divenendone la seconda moglie. Era la sposa più ricca del suo tempo, secondo stime la sua parte ammontava a oltre 10 milioni di rubli.
Ebbero due figli:
- Aleksandr Grigor'evič (1800-1855);
- Grigorij Grigor'evič (1802-1855).

Secondo Aleksandr Semënovič Šiškov, questo matrimonio era infelice in quanto Kušelëv era sospettato di avidità.
Dopo l'ascesa di Alessandro I, conte andò in pensione e viveva in campagna mentre Ljubov' viveva con i figli a San Pietroburgo. Secondo i contemporanei la contessa era una donna bella e gentile.

## Morte
Dopo dieci anni di matrimonio, mor' il 26 luglio 1809 e fu sepolto nel cimitero nel Monastero di Aleksandr Nevskij.